# Comuna de Ostrów
Ostrów (polaco: Gmina Ostrów) é uma gminy (comuna) na Polónia, na voivodia de Subcarpácia e no condado de Ropczycko-sędziszowski. A sede do condado é a cidade de Ostrów.
De acordo com os censos de 2004, a comuna tem 6806 habitantes, com uma densidade 70,4 hab/km².

## Área
Estende-se por uma área de 96,62 km², incluindo:
- área agricola: 53%
- área florestal: 39%

## Demografia
Dados de 30 de Junho 2004:
|                      | Total   | Total | Mulheres | Mulheres | Homens  | Homens |
| -------------------- | ------- | ----- | -------- | -------- | ------- | ------ |
|                      | pessoas | %     | pessoas  | %        | pessoas | %      |
| População            | 6806    | 100   | 3431     | 50,4     | 3375    | 49,6   |
| Densidade (pop./km²) | 70,4    | 100   | 35,5     | 35,5     | 34,9    | 34,9   |

De acordo com dados de 2002, o rendimento médio per capita ascendia a 2508,58 zł.

## Subdivisões
- Blizna, Borek Mały, Kamionka, Kozodrza, Ocieka, , Skrzyszów, Wola Ociecka, Zdżary.

## Comunas vizinhas
- Dębica, Niwiska, Przecław, Ropczyce, Sędziszów Małopolski